# Worms: Battle Islands
Worms: Battle Islands – gra z serii gier strategicznych turowych Worms. Została ona przeznaczona na platformy PSP i Wii. Swoją światową premierę miała 23 listopada 2010.

## Rozgrywka
Podobnie jak w poprzednich grach z serii, Worms: Battle Islands to turowa gra strategiczna, w której gracz przejmuje kontrolę nad armią robaków, z którą walczy z robakami przeciwnika przy pomocy przeróżnych broni.